# CA Estudiantes
Club Atlético Estudiantes, Estudiantes Estudiantes de Buenos Aires – argentyński klub piłkarski z siedzibą w Caseros.
Klub ten często mylony jest z innym, słynniejszym klubem argentyńskim o tej samej nazwie – Estudiantes La Plata.

## Osiągnięcia
- Mistrz czwartej ligi argentyńskiej (Primera C Metropolitana) (2): 1942, 1966
- Mistrz trzeciej ligi argentyńskiej (Primera B Metropolitana) (2): 1977, 1999/2000

## Historia
Klub założony został 15 sierpnia 1898 i gra obecnie w trzeciej lidze argentyńskiej (Primera B Metropolitana). W 1927 doszło do fuzji z klubem Sportivo Devoto. W sierpniu roku 1963 oddano do użytku klubowy stadion Estadio Ciudad de Caseros z 16500 miejsc.